# The Filth and the Fury
The Filth and the Fury es un documental musical del año 1999 sobre la carrera de la banda de punk rock The Sex Pistols.

## Sobre la película
The Filth and the Fury es la segunda película de Julien Temple hecha sobre los Sex Pistols. Su primer intento fue The Great Rock 'n' Roll Swindle, que se estrenó en los cines británicos el 15 de mayo de 1980. Esta versión anterior fue duramente criticada por ser demasiado sesgada hacia la versión de los hechos del mánager de los Pistols, Malcom McLaren, acerca de la banda. The Filth and the Fury cuenta la historia desde el punto de vista de los miembros de la banda (aunque sólo aparecen sus siluetas durante las entrevistas).
El título de la película es una referencia a un titular que apareció en el periódico sensacionalista británico The Daily Mirror el 2 de diciembre de 1976, después de una entrevista en el programa de ITV Today presentado por Bill Grundy. (Véase "Polémicas con EMI y Grundy" en el artículo principal de los Sex Pistols.) El título del artículo de The Daily Mirror se inspiró en la novela de William Faulkner, El sonido y la furia.
El documental de Temple muestra el éxito, decadencia y caída de los Sex Pistols desde sus humildes comienzos en Sheperd's Bush, Londres, hasta su desintegración en el Winterland Ballroom de San Francisco. Temple sitúa la banda en su contexto histórico con la situación social de Gran Bretaña en la década de 1970 a través de imágenes de archivo de la época. Esta película se ha visto en cierto modo como una oportunidad para que los Pistols contaran su versión de los hechos, en su mayoría a través de entrevistas con los miembros supervivientes del grupo, secuencias filmadas durante la época, y tomas de The Great Rock 'n' Roll Swindle.

## Banda sonora
La banda sonora de la película fue lanzada en 2002. El pack de dos discos contiene canciones de los Sex Pistols así como música de otros artistas que fue usada en el documental.

### Disco uno
1. «God Save the Queen (Symphony)»
2. «Shang-A-Lang» – Bay City Rollers
3. «Pictures of Lily» – The Who
4. «Virginia Plain» – Roxy Music
5. «School's Out» – Alice Cooper
6. «Skinhead Moonstomp» – Symarip
7. «Glass Of Champagne» – Sailor
8. «Through My Eyes» – The Creation
9. «The Jean Genie» – David Bowie
10. «I'm Eighteen» – Alice Cooper
11. «Submission»
12. «Don't Gimme No Lip Child»
13. «What'cha Gonna Do About It»
14. «Road Runner»
15. «Substitute»
16. «Seventeen» – The Who

### Disco dos
1. «Anarchy in the UK»
2. «Pretty Vacant»
3. «Did You No Wrong»
4. «Liar»
5. «EMI»
6. «No Feelings»
7. «I Wanna Be Me»
8. «Way Over (In Dub)» – Tapper Zukie
9. «Looking for a Kiss» – New York Dolls
10. «Holidays in the Sun»
11. «No Fun»